# Blue-Sky Research
Blue-Sky Research – piąty album studyjny amerykańskiego zespołu Taproot. Został on wydany 15 sierpnia 2005 roku, a w USA dzień później. Album sprzedał się w ilości 100 tysięcy kopii w USA. Był to ostatni album Taproot z Atlantic Records, ponieważ obie strony zdecydowały się rozstać. Wszystkie utwory napisane zostały przez Jarroda Montague, Mika DeWolfa, Philipa Lipscomba i Stephena Richardsa.

## Lista utworów
1. „I Will Not Fall for You” – 3:01
2. „Violent Seas” – 3:45 (B. Corgan)
3. „Birthday” – 4:29 (B. Marlette)
4. „Facepeeler” – 4:49
5. „Calling” – 3:53
6. „Forever Endeavor” – 4:04 (B. Marlette)
7. „April Suits” – 3:27
8. „Lost in the Woods” – 4:14 (B. Corgan)
9. „So Eager” – 4:00
10. „She” – 3:25 (B. Marlette)
11. „Promise” – 3:35 (B. Corgan)
12. „Nightmare” – 4:02
13. „Blue-Sky Research/What's left" – 4:42
14. „Stay Away” - 3:19 [Japanese Bonus Track]

## Notowania
Album - Billboard charts (Ameryka Południowa)
| Rok  | Ranking           | Pozycja |
| ---- | ----------------- | ------- |
| 2005 | The Billboard 200 | #33     |

Single - Billboard charts (Ameryka Północna)
| Rok  | Siniel     | Ranking                | Pozycja |
| ---- | ---------- | ---------------------- | ------- |
| 2005 | „Calling"  | Mainstream Rock Tracks | #11     |
| 2005 | "Calling"  | Modern Rock Tracks     | #23     |
| 2005 | "Birthday" | Mainstream Rock Tracks | #39     |